# Mag het iets meer zijn?
Mag het iets meer zijn? was een Teleac-cursus die in de vorm van een Nederlandse komische televisieserie in 1990 in een aantal afleveringen werd uitgezonden. De cursus had ten doel de kijkers op een verantwoorde manier te laten omgaan met geld.
Elke aflevering had één bepaald thema en aan de hand van een verhaal met verschillende typetjes werd ingegaan hoe men verantwoord met geld om kon gaan aan de hand van een aantal gespeelde sketches. Daarna werd dan uitleg gegeven en ingegaan op het gespeelde en het doel daarvan.
Teleac wilde met het programma zo kijkers bereiken die normaliter niet aan een cursus zouden deelnemen maar nu door de televisieserie toch werden bereikt om op een verantwoorde manier met geld om te gaan.
Het programma was echter voor Teleac te duur en werd in 1991 overgenomen door RTL 4 die het in 1991 en 1992 als komische serie uitzond en niet meer als cursus.
In de serie speelt Niels Klerekoper een gescheiden vader die samen woont met zijn dochter Roos. Niels heeft een vriendin Judith Brouwhuis en Roos heeft een vriend Thijs.

## Rolverdeling
| Personage        | Acteur/actrice        | Periode     |
| ---------------- | --------------------- | ----------- |
| Niels Klerekoper | Marnix Kappers        | (1989-1992) |
| Judith Bouwhuis  | Willeke van Ammelrooy | (1989-1992) |
| Roos Klerekoper  | Sylvia Holstijn       | (1989-1991) |
| Roos Klerekoper  | Mylène d'Anjou        | (1991-1992) |
| Kees             | Peter Lusse           | (1989-1990) |
| Hansje Bras      | Edda Barends          | (1990-1992) |
| Thijs Jongejan   | Hans Breetveld        | (1990-1992) |
| Oma Bras         | Kitty Janssen         | (1990-1992) |
| Klusjesman       | Paul van Soest        | (1991-1992) |